# 上河溪乡
上河溪乡，是中华人民共和国湖南省张家界市桑植县下辖的一个乡镇级行政单位。

## 行政区划
上河溪乡下辖以下地区：
刘家亚村、桃树弯村、熊家坪村、地界村、东风坪村、白竹山村、狮子山村、上河溪村、黄金塔村、竹元冲村、杨竹溪村、邓家坡村、车头沟村、比石溪村和扒拉坪村。